# Keuzerondje

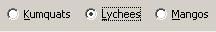
Groepsvak met drie keuzerondjes

Keuzerondjes zijn keuzemogelijkheden in een computerprogramma, waarbij maar één keuze tegelijkertijd geselecteerd kan zijn. Keuzerondjes die bij elkaar horen, noemt men een groepsvak. 
Soms wordt ook radioknop gebruikt, een letterlijke vertaling van het Engelse radio button. Deze benaming is ontstaan vanwege de analogie met ouderwetse autoradio's, die een paar voorkeuzeknoppen naast elkaar hadden. Zodra een knop werd ingedrukt, sprong een andere ingedrukte knop weer terug.
Een alternatief voor keuzerondjes wanneer meerdere keuzes gewenst zijn is het gebruik van één of meerdere selectievakjes.